# Anna Rice
Anna Kathleen Rice (Vancouver, 19 de agosto de 1980) es una deportista canadiense que compitió en bádminton. Ganó dos medallas de plata en los Juegos Panamericanos de 2003, en las prueba individual y dobles.

## Palmarés internacional
| Juegos Panamericanos | Juegos Panamericanos            | Juegos Panamericanos | Juegos Panamericanos |
| Año                  | Lugar                           | Medalla              | Prueba               |
| -------------------- | ------------------------------- | -------------------- | -------------------- |
| 2003                 | Santo Domingo (Rep. Dominicana) | Medalla de plata     | Individual           |
| 2003                 | Santo Domingo (Rep. Dominicana) | Medalla de plata     | Dobles               |